# Louise Pearce
Louise Pearce (Winchester, Massachusetts, 5 de març de 1885 - Nova York, 10 d'agost de 1959) fou una patòloga nord-americana de l'Institut Rockefeller que va ajudar a desenvolupar un tractament per a la malaltia de la son africana (tripanosomosi). Per aquest treball va rebre l'Orde de la Corona de Bèlgica (1920 o 1921). El 1953, Bèlgica la va honrar encara més, designant Pierce i els seus companys de feina Oficials de la Reial Orde del Lleó. Pearce també va desenvolupar amb èxit protocols de tractament per aplicar la tripsamida a la sífilis. Va passar gran part de la seva carrera estudiant models animals de càncer.

## Biografia i formació
Louise Pearce va ser la filla més gran de Charles Ellis Pearce i Susan Elizabeth Hoyt, que més tard van tenir un fill, Robert. La família es va traslladar a Califòrnia, on va assistir a l'Escola de noies Louise, a Los Angeles.
Louise Pearce va rebre un grau B.A. en fisiologia i histologia de la Universitat Stanford el 1907. Va ser membre de Pi Beta Phi (ΠΒΦ), sovint coneguda simplement com a Pi Phi, és una fraternitat internacional per a dones, fundada al Monmouth College, a Monmouth, Illinois el 28 d'abril de 1867 com I.C. Sorosis, la primera societat universitària secreta nacional de dones, seguin el model de les fraternitats masculines designades amb lletres gregues. Va assistir a la Universitat de Boston (1907-1909), i el 1907 va ser admesa a la Facultat de Medicina de la Universitat Johns Hopkins, amb una posició molt bona. El 1912 va obtenir el seu títol de Doctora en Medicina a la Johns Hopkins, on es va graduar en el tercer lloc del seu curs. Després va treballar durant un any a l'hospital com a oficial de la casa, servint al Clínica Psiquiàtrica Phipps. Pearce va ser recomanada pel Dr. Welch de la Johns Hopkins com «una prometedora metgessa patòloga».

### Rockefeller Institute
El 1913, Pearce va accedir a una posició de recerca a l'Institut Rockefeller, la primera dona a ocupar un lloc com aquest. Va treballar com a ajudant del Dr. Simon Flexner, director de l'Institut. Pearce es va mantenir en l'Institut Rockefeller durant la resta de la seva carrera, de 1913 a 1951. El 1923 va ser ascendida a membre associada. Durant gran part del seu temps allà, va treballar en estreta col·laboració amb el patòleg Dr. Wade Hampton Brown. Tot i que va progressar d'investigadora a associada, mai va ser ascendida a membre de ple dret de l'institut.

## Recerca

### Malaltia de la son
La malaltia de la son era una epidèmia fatal que havia devastat àrees d'Àfrica, matant dos terços de la població del protectorat d'Uganda només entre 1900 i 1906.
| « | Els símptomes de la malaltia comencen molt insidiosament, un lleuger canvi en l'actitud mental del pacient és el primer que observen els familiars del pacient. A continuació, apareix una desídia per treballar, amb tendència a seure i descansar més del que és habitual, i en aquest moment es poden queixar de mals de cap i d'altres dolors transitoris, especialment a la part superior del cap. L'aspecte facial també canvia, i una persona anteriorment amb aspecte feliç i intel·ligent, esdevé, en canvi, pesada i apàtica. Una vegada que aquests canvis han aparegut, la malaltia pot tenir un curs agut o més o menys crònic, tot i així progressant cap a la seva finalització mortal... La temperatura, un punt molt important, és elevada, augmentant a la nit a 38 o 39 graus Celsius, caient al matí per sota de la normal, el rang sovint s'estén a quatre graus o més, i el pols s'accelera, variant de 90 a 130 pulsacions per minut. Aquests dos símptomes són els que tenen la major importància diagnòstica en el reconeixement precoç de la malaltia... La somnolència, que ha anat augmentant progressivament, passa ara al coma, del qual només es pot despertar els pacients amb dificultat. La temperatura es redueix per sota de la normal, en casos excepcionals apareixen atacs convulsius i el pacient mor en un estat de coma complet. Aquest és el curs habitual d'un cas agut ordinari de la malaltia, els diferents canvis tarden al voltant d'un mes o sis setmanes a completar-se. | » |

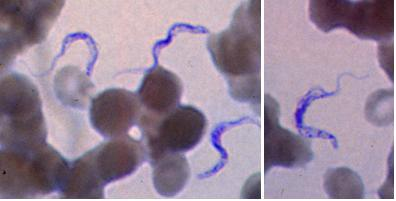
Imatge d'una mostra de sang d'un pacient amb tripanosomiasis africana, que mostra tripanosomes.

Amb els químics Walter Abraham Jacobs i Michael Heidelberger i el patòleg Wade Hampton Brown, Pearce va treballar en el desenvolupament i la prova de medicaments a base d'arsènic per al seu tractament. El 1920, Louise Pearce va viatjar al Congo Belga, on va dissenyar i dur a terme un protocol de proves de drogues per als assajos en humans per establir en nivell de seguretat, l'eficàcia i la dosificació òptima de la triparsamida. La triparsamida va donar molts bons resultats en la lluita contra l'epidèmia fatal, i es va obtenir la cura en el 80% dels casos.

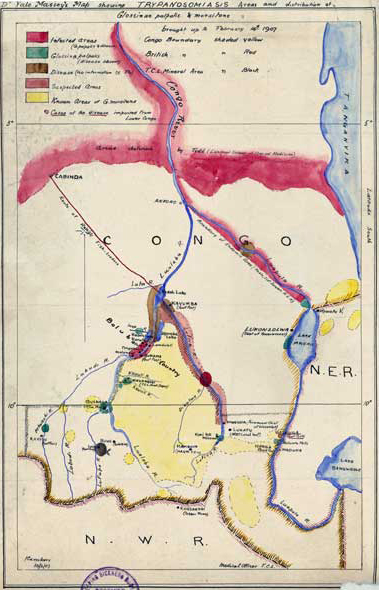
Mapa que mostra la tripanosomiasi al Congo belga, el Dr. Yale Massey, 1907

Abans de 1903, als treballs d'investigació s'havia determinat que la malaltia de la son era causada per un tripanosoma, un paràsit que viu i es multiplica de forma extracel·lular en els fluids de la sang i els teixits dels seus hostes humans. També se sabia que els tripanosomes eren transmesos per una espècie de mosca tsé-tsé. Es va suggerir que els preparatius d'arsènic podrien ser útils en el tractament de la malaltia, però no s'havia trobat cap tractament efectiu.
A l'Institut Rockefeller, Simon Flexner va organitzar un grup per provar compostos d'arsenic. Basant-se en el treball de Paul Ehrlich a Alemanya, que havia desenvolupat un fàrmac derivat d'arsènic anomenat Salvarsan per al tractament de la sífilis, el químic Walter A. Jacobs i l'immunòleg Michael Heidelberger van sintetitzar 243 possibles compostos d'arsenic, variant grups metil, amides i complexes cadenes laterals. Pearce i Brown van estudiar els models animals de la malaltia en rates, ratolins i conills, per comprendre millor el curs de la malaltia, i es van assajar tots els tractaments potencials per avaluar inicialment l'eficàcia. En ratolins i rates, els paràsits tendien a romandre al torrent sanguini, mentre que en els conills van envair el sistema nerviós central, un model més comparable al que passava en humans. El més reeixit dels tractaments era triparsamida, un derivat de atoxyl, en què un grup carboxil es converteix en una amida per reduir la toxicitat del fàrmac. El 1919 es van anunciar els resultats assolits a la Revista de Medicina Experimental.
El 1920 l'Institut Rockefeller va enviar Louise Pearce a Leopoldville, al Congo Belga per provar triparsamida, "confiant en la seva personalitat vigorosa per dur a terme un encàrrec gens fàcil per a una dona metge i no exempt de perills". Allà va treballar amb un hospital local i un laboratori per dissenyar i dur a terme un protocol de proves de drogues per als assajos en humans per establir la seguretat, l'eficàcia i la dosificació òptima de la triparsamida. Gairebé tots els casos inicials de la malaltia anteriorment mortal es van tractar amb èxit, i la majoria dels pacients, fins i tot en les etapes posteriors de la malaltia del son, es van poder salvar. Els assaigs humans també van revelar que podria produir-se un efecte secundari com en d'altres compostos arsenicals: danys al nervi òptic i pèrdua de visió amb dosis altes o repetides de tryparsamide.
No obstant això, la tripanàmamida es va convertir en el fàrmac triat per a la quimioteràpia de la malaltia del son durant diverses dècades. El compost podia ingressar al sistema nerviós central, convertint-lo en el primer fàrmac que podria ser utilitzat per tractar malalties del son posteriors. Era fàcil d'administrar, actuava ràpidament i curava més del 80% dels pacients. La investigació posterior demostraria que era més eficaç en una variant de la malaltia, gambiense Trypanosoma brucei, almenys en Trypanosoma brucei rhodesiense.

### Sífilis
Brown i Pearce van estudiar sistemàticament la sífilis en conills, durant un període d'aproximadament 6 anys. Les seves meticuloses investigacions van ampliar la comprensió de la malaltia, que en els conills presentava una evolució similar a la que es produïa en humans. En particular, van observar la propagació de les espiroquetes a tot el sistema limfàtic després de la seva introducció en una àrea, la creació de lesions sifilítiques en zones allunyades del lloc d'inoculació original i la recurrència d'infecció latent des dels nòduls limfàtics en absència de símptomes obvis.
També van investigar l'ús de triparsamida com un possible tractament per a la sífilis. Encara que era generalment molt menys potent contra espiroquetes que contra tripanosomes, la capacitat de la triparsamida de passar la barrera hematoencefàlica i entrar al sistema nerviós central la va fer un tractament útil per a la sífilis del cervell i la medul·la espinal. La triparsamida va ser tractament estàndard per a la sífilis fins que la penicil·lina la va reemplaçar el 1950.

### Investigació del càncer
Durant els seus estudis amb conills, Pearce i Brown van descobrir un tumor epitelial maligne de l'escrot, el Carcinoma Brown-Pearce. Van estudiar la transmissió del tumor mitjançant la inoculació d'una sèrie de més de vint conills, la primera seqüència reportada de més d'una o dues transferències. Tot i que la naturalesa fonamental del tumor es manté igual, la seva malignitat va variar. Van intentar comprendre la transmissió, el creixement i la remissió que observaven dels tumors. Atès que va ser estudiat i reproduït, el tumor Brown-Pierce es va convertir en un material estàndard de prova en laboratoris de càncer.

### Estudis longitudinals
Les observacions de diferències en el desenvolupament del tumor van portar Brown a investigar les relacions entre la constitució corporal (la salut bàsica d'un organisme) i la malaltia. Brown va estudiar una varietat de malalties i la seva aparició a través de generacions a la colònia de conills, incloent sífilis i càncer. Quan la verola del conill va destruir la colònia de manera inesperada el 1932, van aïllar el virus de la verola del conill. Quan la malaltia va interrompre el seu programa d'estudi previst el 1933 i el 1935, van examinar les reaccions immunitàries i la varicel·la, aprofitant l'oportunitat d'examinar-ne la transmissió viral.
Cada vegada era més difícil donar suport a la colònia a les instal·lacions de Nova York, de manera que Flexner va recomanar que es traslladés a Princeton. Poc després que la colònia va ser traslladada a Princeton, el 1935, el propi Brown es va emmalaltir amb una úlcera duodenal. Els col·legues sèniors Louise Pearce i Harry Greene es van fer càrrec de la direcció del programa de recerca, seguint el rastre de l'estat físic i la susceptibilitat a diverses malalties.
Després de la mort de Brown en 1942, Pearce va reduir la mida de la colònia, es va reduir l'abast de la investigació, i va començar a organitzar i informar sobre les enormes quantitats de dades que s'havien recollit, incloent (però no limitat a) informació sobre els principis de la senescència, acondroplàsia, osteopetrosi, defectes oculars, malaltia quística, i la hidrocefàlia. Durant un període d'anys, tant abans com després de la seva jubilació el 1950, va seguir analitzant i informant sobre aquest extens projecte.

## Vida personal
Durant molts anys, Louise Pearce va viure amb la metgessa Sara Josephine Baker i la novel·lista Ida A.R. Wylie. Les tres eren membres de l'Heterodòxia, un grup de debat feminista a Greenwich Village a principis del segle xx, en què moltes de les integrants eren lesbianes o bisexuals. A mitjans de la dècada de 1930, després que Baker es va retirar, les tres dones van viure juntes a la Granja a Trevanna, a Skillman, Nova Jersey. Després de la mort de Baker el 1945, Wylie i Pearce va seguir vivint allà fins que totes dues van morir el 1959. La seva casa va ser descrita com el lloc «més agradable i interessant per viure i estudiar. Les seves prestatgeries estaven plenes de moltes edicions antigues de tractats mèdics, les últimes publicacions científiques i els últims treballs sobre qüestions internacionals. Van tenir una meravellosa col·lecció de talles i porcellanes xineses». Wylie i Pearce estan enterrades l'una al costat de l'altra al Henry Skillman Burying Ground, el cementeri familiar de la Granja Trevenna.